# 詹姆斯顿大屠杀

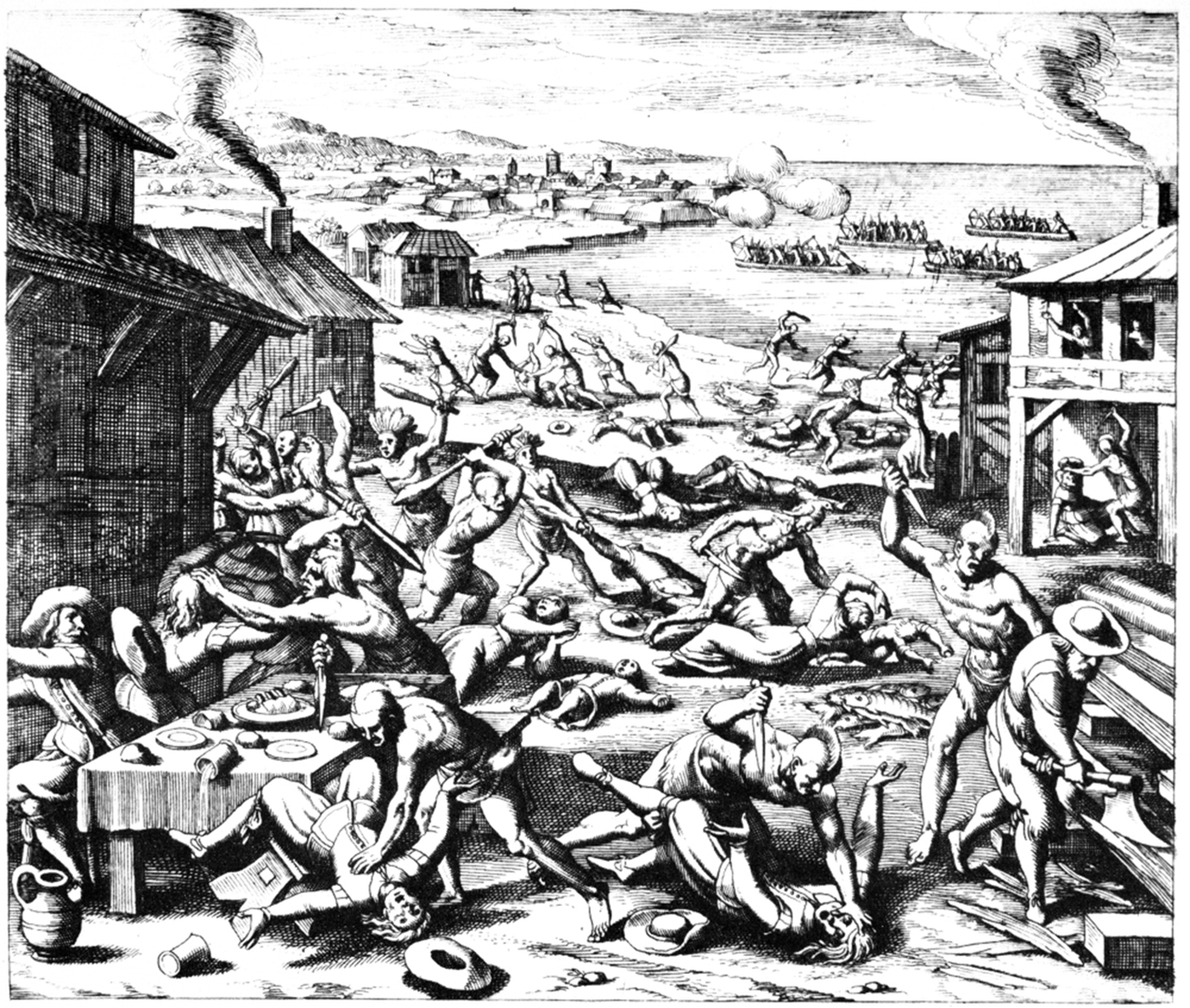
1622詹姆斯頓大屠殺，木雕創作特奥多雷·德·布里

詹姆斯顿大屠杀（英語：Jamestown Massacre），又名“1622年印第安人大屠杀”，发生在北美弗吉尼亚殖民地的詹姆斯顿，时间是1622年3月22日，基督受难日。这次事件因印地安波瓦坦族（Powhatan Confederacy）的酋长奧普查納坎奴（Opechancanough）指挥的一连串偷袭活动引起，共造成347人丧生，约合当时在詹姆斯顿英国人的三分之一。
詹姆斯顿是英国于1607年最早在北美开发成功的殖民地，也是當時英属弗吉尼亚的首府。事件发生之前，尽管在最後时刻少数居民接到了疏散通知，但很多居民在詹姆斯河岸被殺，从河的上下游及兩岸無一倖免，被害者不分男女老幼，屋舍被烧，作物被毁。
附近最早建立的社區之一亨里庫斯在协同攻击中首当其冲，屠杀过后横尸遍野。伍爾斯滕霍姆镇（Wolstenholme Towne）是死亡人数最高的地区之一，位于詹姆斯顿下游7英里处，位置相当在马丁·亨德来德（Martin's Hundred）附近，现属于卡特葛洛夫农场（Carter's Grove Plantation），最近的考古发掘出很多遗址。

## 背景
第一次盎格魯 - 波瓦坦戰爭（First Anglo-Powhatan War，1609年至1613年）結束后，瓦汗森納卡克（Wahunsonacock）酋長的小女兒寶嘉康蒂（Pocahontas）與殖民者約翰·羅爾夫在1614年聯姻，使原住民部落和英國移民間的进入了一段相对和平的时期。1618年瓦汗森納卡克酋長去世之後，他的异母弟奧普查納坎奴继任酋長。為了報復戰爭末期Pamunkey戰士失敗的進攻，他計劃毀滅英國移民部落。1622年春，酋長的謀士Nemattanew被英人殺害，奧普查納坎奴对詹姆斯河沿岸的至少31个英国殖民地和农场发动了突然袭击。

## 預警
在發動攻擊前，一位原本被指派行刺其雇主、名為Chanco的原住民男孩，在夜晚時告知他的雇主李察·派斯（Richard Pace）將有生命危險，於是派斯一家從住處橫渡詹姆斯河，提醒對岸的維吉尼亞殖民地首府詹姆斯頓的人防備。但一些较远的地區沒有接到任何預警。

## 居民区毁损
在突襲期間，許多原為詹姆斯頓前哨的小社區被攻擊，包含亨里庫斯中剛為教育印弟安及殖民者孩童開設的學校。在馬丁亨德來德超過一半的居民在伍爾斯滕霍姆市政中心被殺害，攻擊過後僅餘兩座屋舍及部分教堂殘留地面。近四百名殖民地居民（約占白種族群的三分之一）被殺害，二十多名婦女被擄為印第安的奴隸，部分在那里死去、部分數年後被贖回。

## 餘波
原住民見攻擊結束後數月英人仍沒有反應，以為殖民者將記取這次損失的教訓，不再忽視包哈坦部落的力量，也不再破壞彼此的協議和挑起衝突。其實文化差異使他們錯估了英人殖民者和他們幕後支持者的思惟。
3月22日的进攻摧毁了许多移民的春季作物，也使得许多移民居住区完全废弃。这次攻击不只是在殖民地、也导致英国国内长时间留下了印地安人是野蛮人的印象，多年来由寶嘉康蒂等所建立，對印地安人及其文化的赏识之情也都被抵消。在詹姆斯顿的前哨基地亨里庫斯（Henricus），一所规划好的为印地安孩童和移民子女建立的学院和新市镇一起胎死腹中。直到70多年后，翰瑞克教区（Henrico Parish）的教区长詹姆斯·布莱尔牧师将建立威廉-玛丽学院（威廉與瑪麗學院）成功地提交给英皇，并得到了皇家签发的特许执照，重新建立这样一所学校的努力才算有了结果。显然，新学校不能冒遭受另一次毁灭性打击的风险，在1693年，新校址定在距离詹姆斯顿数英里远的普兰特逊中部（中央種植園），一个充分加强防卫的地方。数年以后，殖民地的首府搬迁到那里，并改名为弗吉尼亚州威廉堡市。

## 毒殺印地安人
在此次屠殺中存活下來的殖民者對部落展開報復式的攻擊，針對部落的莊稼收成進行破壞，終於在1622年的夏天酋長奧普查納坎奴絕望的要求進行和平協商，通過和殖民者親善的印地安中間人開始進行。但部分詹姆斯頓的領導者由William Tucker上尉及John Pott帶領在協商儀式裡配食物的飲酒中下毒，約有兩百名印地安人死於毒殺其餘五十人則被手刃，最後酋長奧普查納坎奴仍逃脫。

## 印地安人投降
維吉尼亞於兩年後1624年正式被英格蘭視為英國海外領土。這項改變意味著英國皇權可直接下達命令不必再透過弗吉尼亚伦敦公司。皇室可取得原由維吉尼亞公司所圖的殖民地收益。和其他殖民地一樣，占領者專注於剝削，漠視文化資產或是寶嘉康蒂等人的努力，殖民地不停擴張，和當地人約後毀約也成常態，更加挫敗了部落族群。
相較於1644年再度發生的盎格魯─包哈坦戰爭雖然有將近五百名英國殖民者死亡但比率上不到當時白種人口的十分之一，對殖民者來說衝擊相對的小。這次戰爭中年事已高，連行動都需要年輕人摻扶的奧普查納坎奴酋長被俘並監禁在詹姆斯頓，後來被一位看守他的守衛所殺。
奧普查納坎奴的死也象徵著一度強盛的包哈坦部落終於完全凋零，群族不是由原領地撤離就是被殖民者溶合，少部分還留在維吉尼亞稀少的印地安保留居，就算是這些保留區也隨著白種人口的擴張不斷被侵吞。
目前在維吉尼亞確認有七個印地安部落保留區是屬於原本的包哈坦部落，其中Pamunkey 及Mattaponi是最久的兩個，都座落在隸屬於威廉王縣的同名河岸邊，不過實際上部落本身是獨立的。

## 註解
1. ↑  .   [2008-09-08]. （原始内容存档于2021-05-11）.